# Endóstilo
O endóstilo é  um sulco ciliado, longitudinal, situado na parede ventral da faringe, com glândulas que produzem muco, que serve para agregar partículas alimentares. É encontrado nos urocordados e nos cefalocordados e nas larvas das lampreias. Ajuda no transporte de comida para o esôfago. É também chamado sulco hipofaríngeo.
O endóstilo nas larvas de lampreia sofrem metamorfose, transformando-se na tiroide em adultos. É homóloga da glândula tiroide nos vertebrados. Dumont, et al. questiona se o endóstilo nessas larvas é homólogo dos  que se encontram nos urocordados e cefalocordados.